# Route nationale 84c
La route nationale française 84c ou RN 84c était une route nationale française reliant Saint-Genis-Pouilly à Divonne-les-Bains et à la Suisse.
À la suite de la réforme de 1972, la RN 84c a été déclassée en RD 984c. Du fait de la réalisation d'un nouveau tracé entre Gex et Divonne-les-Bains, l'ancien tracé via Vesancy a été renuméroté RD 75h.

## Ancien tracé de Saint-Genis-Pouilly à Divonne-les-Bains et à Nyon (D 984c)
- Saint-Genis-Pouilly D 984c
- Chevry
- Échenevex
- Gex
- Vesancy
- Divonne-les-Bains D 984c
- Crassier, Suisse